# Choeromorpha mystica
Choeromorpha mystica es una especie de escarabajo longicornio de la subfamilia Lamiinae. Fue descrita científicamente por Pascoe en 1869.
Se distribuye por Filipinas. Posee una longitud corporal de 13-16,5 milímetros. El período de vuelo de esta especie ocurre en el mes de noviembre.